# Censo de los Estados Unidos de 1800

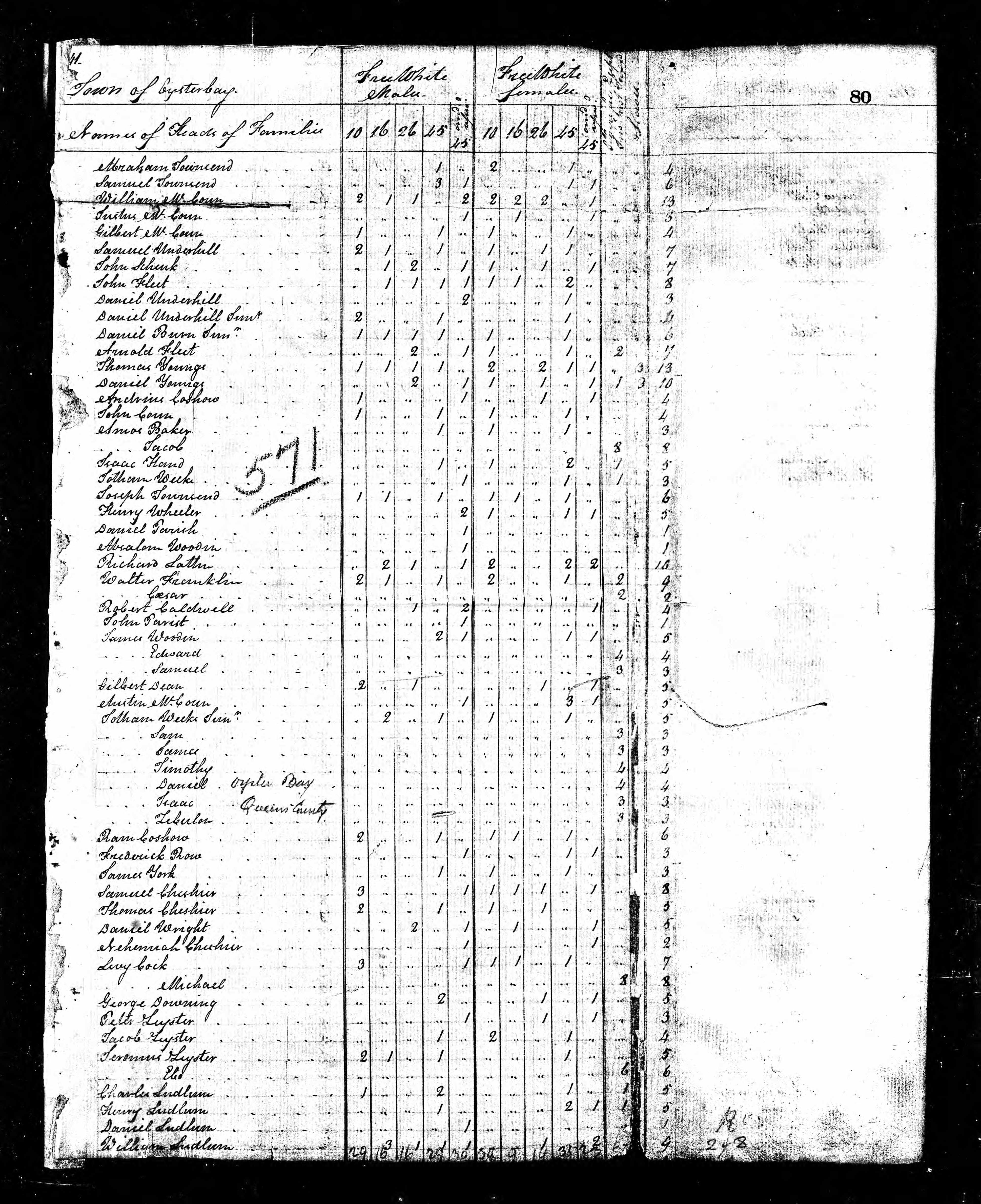
Registro censal de los Estados Unidos en 1800.

El censo de Estados Unidos de 1800 fue el segundo censo realizado en Estados Unidos. Se llevó a cabo el 4 de agosto de 1800 y dio como resultado una población de 5 308 483 personas, de las cuales 983 602 eran esclavos. En su primera publicación la población era de 5 172 312 personas debido a un error en los datos de Maryland y a que no se incluyó las cifras del estado de Tennessee.

## Realización
El trabajo de realizar el censo fue asignado por el Congreso de los Estados Unidos al Cuerpo de Alguaciles de Estados Unidos, con excepció del Territorio del Noroeste y el Territorio de Misisipi, donde fueron los respectivos secretarios territoriales los encargados del recuento. El censo fue realizado por casa en lugar de ser por ciudadano. En cada casa se realizaron las siguientes preguntas:
1. Nombre del jefe de familia
2. Cantidad de varones blancos menores de 10 años
3. Cantidad de varones blancos de 10 a 16 años
4. Cantidad de varones blancos de 16 a 26 años
5. Cantidad de varones blancos de 26 a 45 años
6. Cantidad de varones blancos mayores de 45 años
7. Cantidad de mujeres blancas menores de 10 años
8. Cantidad de mujeres blancas de 10 a 16 años
9. Cantidad de mujeres blancas de 16 a 26 años
10. Cantidad de mujeres blancas de 26 a 45 años
11. Cantidad de mujeres blancas mayores de 45 años
12. Cantidad de personas libres no blancas
13. Cantidad de esclavos

Antes de que se realizara el censo se había establecido el Distrito de Columbia con territorio de los estados de Virginia y Maryland para ser la sede del gobierno federal. Sin embargo, para la fecha de la realización del censo, estos territorios seguían bajo la administración de sus respectivos estados y en los datos del censo original no figura el Distrito de Columbia por separado. En los datos de Maryland el Cuerpo de Alguaciles ofreció originalmente una sumatoria de 321 624 habitantes, pero posteriormente ofreció una cifra corregida de 349 692 habitantes en el estado. El distrito de Maine fue considerado por separado del estado de Massachusetts. En la primera publicación del censo los datos de Tennessee fueron mencionados como «no recibidos», pero en publicaciones posteriores sí fueron incluidos.

## Preservación de los datos
La documentación original de los estados de Georgia, Kentucky, Misisipi, Nueva Jersey, Tennessee y Virginia se ha perdido, así como la mayoría de los datos del Territorio del Noroeste. La sumatoria de sus datos puede ser consultada a través de fuentes secundarias que replicaron la información de los documentos originales.

## Resultados
| Estado o territorio     | Hombres blancos  | Hombres blancos | Hombres blancos | Hombres blancos | Hombres blancos | Mujeres blancas | Mujeres blancas | Mujeres blancas | Mujeres blancas | Mujeres blancas  | Otras personas libres | Esclavos | Total     |
| Estado o territorio     | Menos de 10 años | 10 a 16 años    | 16 a 25 años    | 25 a 45 años    | Más de 45 años  | Más de 10 años  | 10 a 16 años    | 16 a 25 años    | 25 a 45 años    | Menos de 45 años | Otras personas libres | Esclavos | Total     |
| ----------------------- | ---------------- | --------------- | --------------- | --------------- | --------------- | --------------- | --------------- | --------------- | --------------- | ---------------- | --------------------- | -------- | --------- |
| Carolina del Norte      | 63 118           | 27 073          | 31 560          | 31 209          | 18 688          | 59 074          | 25 874          | 32 989          | 30 665          | 17 514           | 7 043                 | 133 296  | 478 103   |
| Carolina del Sur        | 37 411           | 16 156          | 17 761          | 19 344          | 10 244          | 34 664          | 15 857          | 18 145          | 17 236          | 9 437            | 3 185                 | 146 151  | 345 591   |
| Connecticut             | 37 946           | 19 408          | 21 683          | 23 180          | 18 976          | 35 736          | 18 218          | 23 561          | 25 186          | 20 827           | 5 330                 | 951      | 251 002   |
| Delaware                | 8 250            | 4 437           | 5 121           | 5 012           | 2 213           | 7 628           | 4 277           | 5 543           | 4 981           | 2 390            | 8 268                 | 6 153    | 64 273    |
| Georgia                 | 19 841           | 8 469           | 9 787           | 10 914          | 4 957           | 18 407          | 7 914           | 9 243           | 8 835           | 3 894            | 1 919                 | 59 699   | 162 686   |
| Kentucky                | 37 274           | 14 045          | 15 705          | 17 699          | 9 238           | 34 949          | 13 433          | 15 524          | 14 934          | 7 075            | 741                   | 40 343   | 220 959   |
| Maine                   | 27 970           | 12 305          | 12 900          | 15 318          | 8 339           | 26 899          | 11 338          | 13 295          | 14 496          | 8 041            | 818                   | 0        | 151 719   |
| Maryland (original)     | 34 087           | 16 807          | 20 878          | 22 512          | 12 866          | 32 980          | 15 940          | 21 881          | 20 681          | 11 439           | 18 687                | 103 312  | 321 624   |
| Maryland (corregido)    | 36 751           | 17 743          | 21 929          | 23 553          | 13 712          | 34 703          | 16 787          | 22 915          | 21 725          | 12 180           | 19 987                | 107 707  | 349 692   |
| Massachusetts           | 63 646           | 32 507          | 37 905          | 39 729          | 31 348          | 60 920          | 30 674          | 40 491          | 43 833          | 35 340           | 6 452                 | 0        | 422 845   |
| Nueva Hampshire         | 30 694           | 14 881          | 16 379          | 17 589          | 11 715          | 29 871          | 14 193          | 17 153          | 18 381          | 12 142           | 852                   | 8        | 183 858   |
| Nueva Jersey            | 33 900           | 15 859          | 16 301          | 19 956          | 12 629          | 32 622          | 14 827          | 17 018          | 19 533          | 11 600           | 4 402                 | 12 422   | 211 149   |
| Nueva York              | 100 097          | 44 273          | 49 275          | 61 594          | 31 855          | 95 473          | 39 471          | 48 116          | 56 411          | 28 651           | 10 374                | 20 613   | 586 050   |
| Pensilvania             | 103 226          | 46 061          | 54 262          | 59 333          | 38 585          | 99 624          | 43 789          | 53 974          | 53 846          | 33 395           | 14 564                | 1 706    | 602 545   |
| Rhode Island            | 9 945            | 5 352           | 5 889           | 5 785           | 4 887           | 9 524           | 5 026           | 6 463           | 6 919           | 5 648            | 3 304                 | 380      | 69 122    |
| Tennessee               | 19 227           | 7 194           | 8 282           | 8 352           | 4 125           | 18 450          | 7 042           | 8 554           | 6 992           | 3 491            | 309                   | 13 584   | 105 602   |
| Territorio de Indiana   | 854              | 347             | 466             | 645             | 262             | 791             | 280             | 424             | 393             | 115              | 163                   | 135      | 5 641     |
| Territorio de Misisipi  | 999              | 356             | 482             | 780             | 290             | 953             | 376             | 352             | 462             | 165              | 182                   | 3 489    | 8 850     |
| Territorio del Noroeste | 9 362            | 3 647           | 4 636           | 4 833           | 1 955           | 8 644           | 3 353           | 3 861           | 3 342           | 1 395            | 337                   | 0        | 45 365    |
| Vermont                 | 29 420           | 12 046          | 13 242          | 16 544          | 8 076           | 28 272          | 11 366          | 12 606          | 15 287          | 7 049            | 557                   | 0        | 154 465   |
| Virginia                | 93 327           | 40 820          | 49 191          | 50 819          | 30 442          | 87 993          | 39 148          | 51 209          | 36 746          | 34 179           | 15 507                | 346 968  | 886 149   |
| Total original          | 741 367          | 334 849         | 383 423         | 422 795         | 257 526         | 705 024         | 315 354         | 391 848         | 392 167         | 250 296          | 102 685               | 875 626  | 5 172 312 |
| Total corregido         | 763 288          | 359 792         | 392 765         | 432 979         | 262 497         | 725 197         | 323 243         | 401 436         | 400 203         | 254 524          | 104 294               | 893 605  | 5 305 982 |

1. ↑  El distrito de Maine pertenecía al estado de Massachusetts pero en el censo fue contabilizado por separado.
2. ↑  Primeros datos ofrecidos por el Cuerpo de Alguaciles de Maryland, corregidos posteriormente por la misma institución.
3. ↑  Corrección de los datos ofrecidos inicialmente.
4. ↑  Sin contar el Distrito de Maine
5. ↑  En la primera publicación del censo sus datos no fueron incluidos y fueron reportados como «no recibidos».
6. ↑  Números de la primera publicación del censo. No incluye al estado de Tennessee y utiliza los números originales de Maryland.
7. ↑  Números corregidos tras la primera publicación del censo. Incluye al estado de Tennessee y utiliza los números corregidos de Maryland.

## Ciudades más pobladas
| Posición | Ciudad             | Estado           | Población |
| -------- | ------------------ | ---------------- | --------- |
| 1        | Nueva York         | Nueva York       | 60 515    |
| 2        | Filadelfia         | Pensilvania      | 41 220    |
| 3        | Baltimore          | Maryland         | 26 514    |
| 4        | Boston             | Massachusetts    | 24 937    |
| 5        | Charleston         | Carolina del Sur | 18 824    |
| 6        | Northern Liberties | Pensilvania      | 10 718    |
| 7        | Southwark          | Pensilvania      | 9 621     |
| 8        | Salem              | Massachusetts    | 9 457     |
| 9        | Providence         | Rhode Island     | 7 614     |
| 10       | Norfolk            | Virginia         | 6 926     |
| 11       | Newport            | Rhode Island     | 6 739     |
| 12       | Newburyport        | Massachusetts    | 5 946     |
| 13       | Richmond           | Virginia         | 5 737     |
| 14       | Nantucket          | Massachusetts    | 5 617     |
| 15       | Portsmouth         | Nueva Hampshire  | 5 339     |
| 16       | Gloucester         | Massachusetts    | 5 313     |
| 17       | Albany             | Nueva York       | 5 289     |
| 17       | Schenectady        | Nueva York       | 5 289     |
| 19       | Marblehead         | Massachusetts    | 5 211     |
| 20       | New London         | Connecticut      | 5 150     |